# Alphabetische Liste der Asteroiden/Surveys
Die Durchmusterungen wurden alle mit den Teleskopen des Palomar-Observatoriums in Kalifornien von Tom Gehrels durchgeführt. Die Auswertung der Fotoplatten erfolgte in den Niederlanden an der Universität Leiden durch C. J. van Houten und seine Frau  I. van Houten-Groeneveld. Alle Asteroiden befinden sich im Hauptgürtel.
- Palomar-Leiden-Survey
- First Trojan-Survey
- Second Trojan-Survey
- Third Trojan-Survey

## Quelle
- Minor Planet Center